# Albert Longchamp

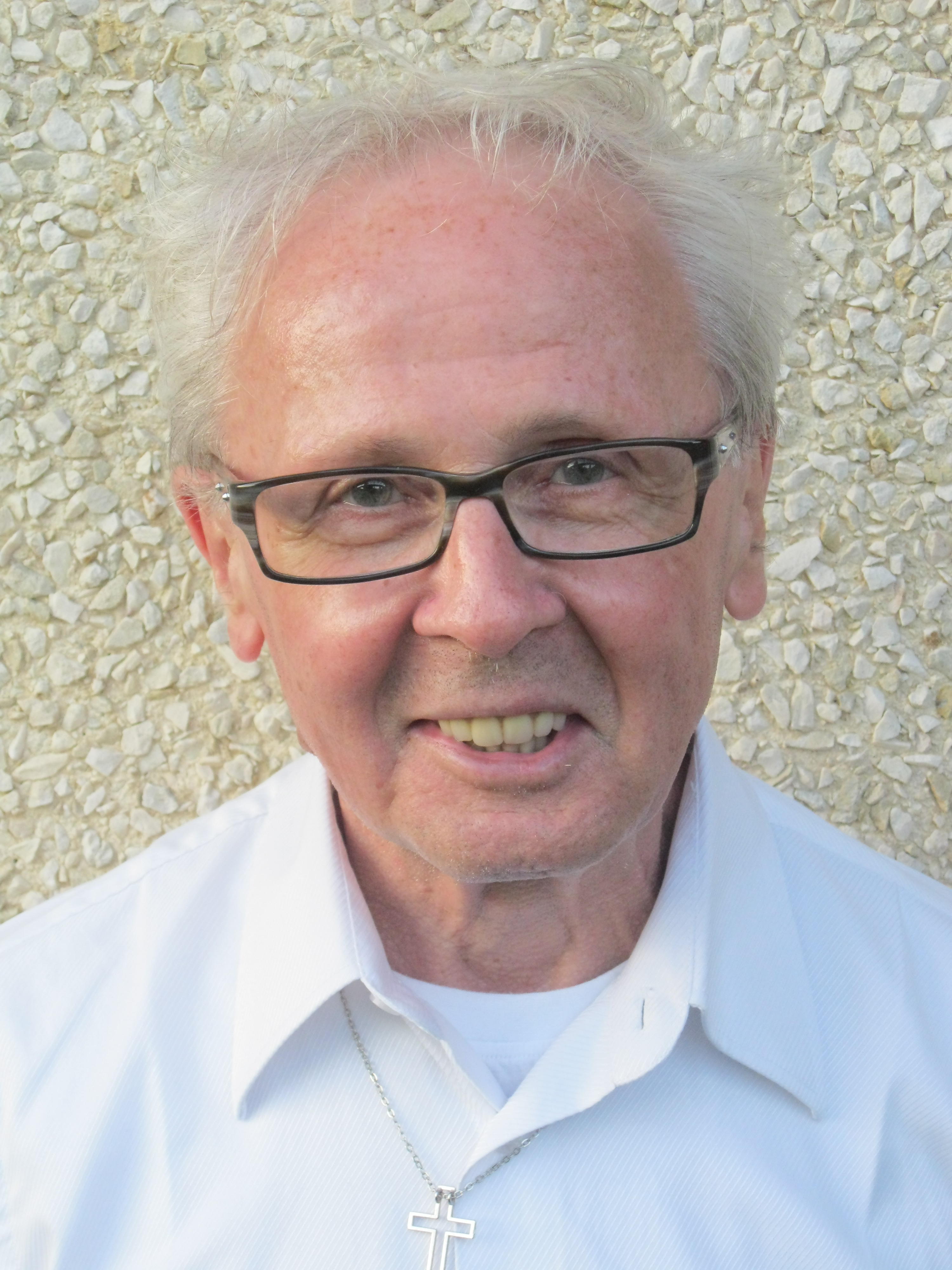
Albert Longchamp (2011)

Albert Longchamp SJ (* 31. August 1941 in Echallens, Kanton Waadt; † 4. August 2022 in Genf) war ein Schweizer Ordensgeistlicher, Autor und Journalist.

## Leben
Albert Longchamp trat nach seiner Matura an der Stiftsschule der Benediktiner in Engelberg 1962 in das Noviziat der Jesuiten in Fribourg ein. Von 1965 bis 1968 studierte er Philosophie am Berchmanskolleg in Pullach bei München und von 1970 bis 1974 Theologie an der Theologischen Fakultät Lyon-Fourvière (Magister 1974). Gleichzeitig erwarb er einen Abschluss in Literatur und einen Master in Soziologie an der Universität Lyon III. 1973 empfing er die Priesterweihe. Von 1976 bis 1977 war er in Québec in Kanada tätig und legte 1978 seine Profess ab. 1994 wurde er Superior der Jesuiten-Kommunität in Genf. Von 2005 bis 2009 war Longchamp Provinzial der Schweizer Jesuiten.
Longchamp arbeitete nach einem Praktikum 1974 in der Redaktion der Zeitung Témoignage chrétien als Journalist in Paris. Später war er für verschiedene Zeitschriften und Zeitungen tätig. Er war unter anderem Chefredaktor der Jesuitenzeitschrift Choisir und über zwanzig Jahre lang der Westschweizer Wochenzeitung L’Echo Magazine sowie für die Zeitschriften La Suisse und Echo illustré.
Zudem engagierte er sich als Präsident der internationalen Vereinigung katholischer Journalisten. Im Jahr 2000 wurde er Präsident der Medienkommission der Schweizer Bischofskonferenz (SBK). Er war Präsident der Fondation Maurice Zundel. Von 1989 bis 2006 war er Dozent für Medienethik an der Universität Fribourg.
2013 zog sich Albert Longchamp aus gesundheitlichen Gründen in den Ruhestand zurück. Er starb am 4. August 2022 im Alter von 80 Jahren im Pflegeheim La Terrassière in Genf.

## Schriften (Auswahl)
- mit Alain Woodrow, Jean-Claude Lattès: Les Jésuites. Histoire de pouvoirs. 1984, ISBN 2-01-018110-7.
- Petite vie de saint Ignace de Loyola. Desclée de Brouwer, 1989; Kindle: Artege 2021, ISBN 979-10-336-1121-9.
- L’Eglise, qu’est-ce que c’est? Centurion 1992, ISBN 978-2-227-36222-2.
- mit Jacques Sommet: L’acte de memoire. 50 ans après la déportation. Atelier 1995, ISBN 978-2-7082-3145-0.
- Petite vie de Anne de Xainctonge. Desclée de Brouwer, 1999.
- Maurice Zundel. Philosophe, theologien, mystique: Actes de la semaine théologique de l’Université de Fribourg, 16–19 avril 2012. Parole Silence 2013, ISBN 978-2-88918-159-9.
- Renaissance. L’alcool ou la vie. Ouverture 2014, ISBN 978-2-88413-312-8.
- mit Papst Franziskus et al: Aimer c’est tout donner. Ils ont consacré leur vie à Jésus-Christ au service de leurs frères et sœurs. Ils témoignent. Saint-Augustin 2015, ISBN 978-2-88926-119-2.